# مطب جوي

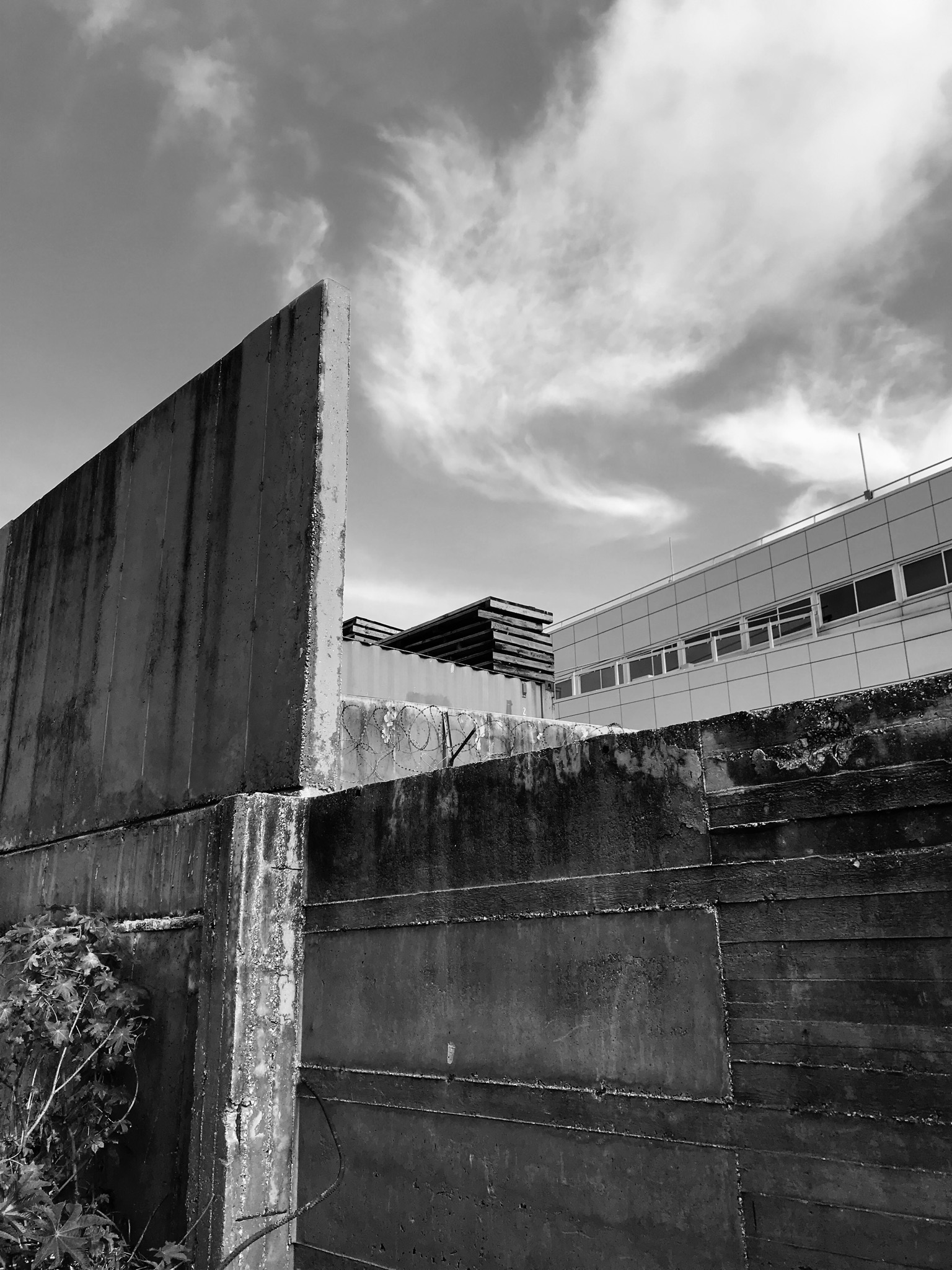

المطبات الجوية أو المطبات الهوائية هي غيوم كبيرة وكثيفة تمر عبرها الطائرة وتحدث اهتزازات مختلفة الشدة بجسم الطائرة مما يثير الذعر بين ركاب الطائرة. وتعمل الرياح الموجودة في تلك الطبقة من الجو على مضاعفة الاهتزازات بجسم الطائرة، ولكن قائد الطائرة يقوم ببعض الإجراءات التي تخلص الركاب من هذه المرحلة المقلقة، مثل تغيير الارتفاعات إلى أن تصل الطائرة إلى الطبقة ذات الرياح المعتدلة وأقل غيوما. توجد عبر التاريخ حوادث طائرات مميتة سببها المطبات الجوية العنيفة.

## أنواع المطبات الجوية (الأضطرابات الهوائية)

### الاضطرابات القوية
إن الحرارة الناتجة عن سطح الأرض تتسبب في تحريك الهواء عاموديا إلى الأعلى وعند ازدياد كمية الهواء المتحرك إلى الأعلى تزداد قوة الاضطرابات الهوائية كما توجد الاضطرابات الهوائية القوية عند تحرك كتلة هواء باردة على سطح الأرض ساخنة وإن إحدى العلامات التي توضح وجود الاضطرابات الهوائية القوية وهي السحب العامودية (CUMULUS CLOUD) حيث يمتد ارتفاع الاضطرابات الهوائية القوية حتى أعلى ارتفاع لهذه السحب لذلك فعند الطيران أعلى من هذه السحب ينعدم وجود الاضطرابات الهوائية.

### الاضطرابات الهوائية والجبال
مع وجود الجبال يتحرك الهواء بسرعة عالية على مستوى منخفض من سطح الأرض وينتج عن ذلك اضطرابات هوائية قوية جدا قد تتسبب في كوارث وإن انحدار الهواء إلى الأسفل يكون مع انحدار الجبل لذلك تتولد ظاهرة انكسار خطير للرياح في بعض الأوقات ويتكون الخطر عند الطيران على ارتفاع منخفض داخل الرياح التي تهب من ناحية الجبل.

### الاضطرابات الهوائية وانقلاب درجة الحرارة
مع الأنقلاب أو التغير الذي يحدث في درجة الحرارة تنتج اضطرابات هوائية وظاهرة انكسار للرياح وتحدث الاضطرابات الهوائية القوية إذا كانت سرعة الرياح عقدة أو أكثر وارتفاعها من (2000 إلى 4000) قدم عن سطح الأرض.

### الاضطرابات المتعاقبة
إن رفه الطائرة ينتج عن الاختلاف في الضغط الذي يتولد نتيجة اندفاع الجناح خلال الهواء وإن هذا الاختلاف في الضغط يتسبب في وجود دوامة من الهواء تنتج عن كل جناح للطائرة تسمى هذه الدوامات بالاضطرابات المتعاقبة أو الاضطرابات الضعيفة، وتتكون هذه الدوامات خلف الطائرة وتنحدر نحو الأسفل مكونة اضطرابات هوائية تؤثر على الطائرات الصغيرة لذلك وضعت تعليمات تمنع وقوع الطائرات الصغيرة في الدوامات الناتجة عن الطائرات الكبيرة وهي:
- عند الهبوط خلف طائرة كبيرة مقلعة يجب الهبوط قبل النقطة التي أقلعت منها الطائرة الكبيرة حيث إن الدوامات الهوائية لا تحدث إلا إذا حدث الرفع للطائرة الكبيرة
- عند الهبوط خلف طائرة كبيرة هابطة يجب أن يتم ذلك بعد النقطة التي هبطت بها الطائرة الكبيرة الأخرى إن الدوامات الهوائية تنتهي بملامسة الطائرة للمدرج.
- عند الإقلاع خلف طائرة كبيرة مقلعة يجب أن يتم هذا الإقلاع قبل نقطة الإقلاع الكبيرة.
- عند الإقلاع خلف طائرة كبيرة هابطة يجب أن يتم ذلك بعد نقطة هبوط الطائرة الكبيرة.